# Arquidiócesis de Mónaco
La arquidiócesis de Mónaco (en latín: Archidioecesis Monoecen(sis) y en francés: Archidiocèse de Monaco) es una circunscripción eclesiástica latina de la Iglesia católica en Mónaco, sede inmediatamente sujeta a la Santa Sede. La arquidiócesis tiene al arzobispo Dominique-Marie David como su ordinario desde el 21 de enero de 2020. 

## Territorio y organización
La arquidiócesis tiene 2 km² y extiende su jurisdicción sobre los fieles católicos de rito latino residentes en Mónaco. Desde 2001, sobre la base de un acuerdo con la diócesis de Niza en Francia, la parroquia de Niza de Santo Spirito di Beausoleil, que comprende los municipios de Beausoleil, Cap-d'Ail, La Turbie y Peille, adyacente al principado de Mónaco, ha sido encomendada al cuidado pastoral de la arquidiócesis de Mónaco, permaneciendo bajo la jurisdicción de la diócesis de Niza.
La sede de la arquidiócesis se encuentra en la el barrio de Mónaco-Ville en la ciudad de Mónaco, en donde se halla la Catedral de Nuestra Señora Inmaculada.
En 2019 en la arquidiócesis existían 6 parroquias.

## Historia
La abadía territorial de los Santos Nicolás y Benito fue erigida el 30 de abril de 1868 con el decreto Pastoris aeterni de la Congregación Consistorial separando territorio de la diócesis de Niza. Su territorio originalmente incluía solo el Principado de Mónaco. En 1875 se iniciaron las obras de construcción de la Catedral de la Inmaculada Concepción, que finalizaron en 1903.
El 15 de marzo de 1887, con la bula Quemadmodum sollicitus del papa León XIII, la abadía territorial fue elevada a diócesis inmediatamente sujeta a la Santa Sede y asumió el nombre de diócesis de Mónaco.
El 30 de julio de 1981 la diócesis fue elevada al rango de arquidiócesis con la bula Apostolica haec del papa Juan Pablo II.
El 1 de septiembre de 2001, sobre la base de un acuerdo con la diócesis de Niza, la parroquia de Santo Spirito de Beausoleil, que comprende las comunas francesas de Beausoleil, Cap-d'Ail, La Turbie y Peille, vecinas del Principado de Mónaco, fue confiada al cuidado pastoral de la arquidiócesis monegasca, permaneciendo bajo la jurisdicción de la diócesis de Niza.

## Estadísticas
Según el Anuario Pontificio 2020 la arquidiócesis tenía a fines de 2019 un total de 30 000 fieles bautizados.
| Año                                                                             | Población            | Población | Población      | Sacerdotes | Sacerdotes    | Sacerdotes    | Bautizados por sacerdote | Diáconos permanentes | Religiosos | Religiosos | Parroquias |
| Año                                                                             | Bautizados católicos | Total     | % de católicos | Total      | Clero secular | Clero regular | Bautizados por sacerdote | Diáconos permanentes | Varones    | Mujeres    | Parroquias |
| ------------------------------------------------------------------------------- | -------------------- | --------- | -------------- | ---------- | ------------- | ------------- | ------------------------ | -------------------- | ---------- | ---------- | ---------- |
| 1949                                                                            | 14 950               | 23 000    | 65.0           | 35         | 20            | 15            | 427                      |                      | 59         | 149        | 4          |
| 1970                                                                            | 21 675               | 23 053    | 94.0           | 34         | 16            | 18            | 637                      |                      | 52         | 114        | 5          |
| 1980                                                                            | 24 839               | 25 029    | 99.2           | 33         | 14            | 19            | 752                      | 1                    | 53         | 62         | 5          |
| 1990                                                                            | 25 000               | 27 000    | 92.6           | 26         | 13            | 13            | 961                      | 1                    | 27         | 34         | 6          |
| 1999                                                                            | 27 000               | 30 000    | 90.0           | 20         | 12            | 8             | 1350                     | 1                    | 8          | 18         | 6          |
| 2000                                                                            | 27 000               | 30 000    | 90.0           | 21         | 14            | 7             | 1285                     | 1                    | 7          | 17         | 6          |
| 2001                                                                            | 29 000               | 32 020    | 90.6           | 20         | 14            | 6             | 1450                     | 1                    | 6          | 18         | 6          |
| 2002                                                                            | 29 000               | 32 000    | 90.6           | 20         | 13            | 7             | 1450                     | 1                    | 7          | 15         | 6          |
| 2003                                                                            | 29 000               | 32 000    | 90.6           | 21         | 14            | 7             | 1380                     | 1                    | 7          | 14         | 6          |
| 2004                                                                            | 29 000               | 32 000    | 90.6           | 18         | 13            | 5             | 1611                     | 1                    | 5          | 15         | 6          |
| 2013                                                                            | 30 000               | 36 371    | 82.5           | 24         | 18            | 6             | 1250                     | 3                    | 7          | 10         | 6          |
| 2016                                                                            | 30 000               | 36 136    | 83.0           | 23         | 17            | 6             | 1304                     | 4                    | 6          | 9          | 6          |
| 2019                                                                            | 30 000               | 36 136    | 83.0           | 24         | 19            | 5             | 1250                     | 3                    | 10         | 11         | 6          |
| Fuente: Catholic-Hierarchy, que a su vez toma los datos del Anuario Pontificio. |                      |           |                |            |               |               |                          |                      |            |            |            |

## Episcopologio
- Romarico Flugi d'Aspermont, O.S.B. † (21 de mayo de 1868-1871)
- Léandre de Dou, O.S.B. † (1871-1874)
- Hildebrand Marie Dell'Oro di Giosuè, O.S.B. † (1874-1875)
  - Lorenzo Giovanni Battista Biale † (1875-26 de junio de 1877 falleció) (administrador apostólico)
  - Charles-Bonaventure-François Theuret † (15 de julio de 1878-17 de marzo de 1887) (administrador apostólico)
- Charles-Bonaventure-François Theuret † (17 de marzo de 1887-11 de noviembre de 1901 falleció)
- Jean-Charles Arnal du Curel † (2 de octubre de 1903-6 de junio de 1915 falleció)
- Gustave Vié † (8 de mayo de 1916-10 de julio de 1918 falleció)
  - Sede vacante (1918-1920)
- Georges-Prudent-Marie Bruley des Varannes † (16 de diciembre de 1920-13 de febrero de 1924 renunció[7])
- Auguste-Maurice Clément † (25 de abril de 1924-2 de marzo de 1936 renunció[8])
- Pierre-Maurice-Marie Rivière † (2 de marzo de 1936-13 de mayo de 1953 renunció[9])
- Gilles-Henri-Alexis Barthe † (13 de mayo de 1953-4 de mayo de 1962 nombrado obispo de Fréjus-Tolone)
- Jean-Édouard-Lucien Rupp † (9 de junio de 1962-8 de mayo de 1971 nombrado nuncio apostólico en Irak[10])
- Edmond-Marie-Henri Abelé † (27 de junio de 1972-1 de diciembre de 1980 nombrado obispo de Digne)
- Charles-Amarin Brand † (30 de julio de 1981-16 de julio de 1984 nombrado arzobispo titular a título personal de Estrasburgo)
- Joseph-Marie Sardou, S.C.J. † (31 de mayo de 1985-16 de mayo de 2000 retirado)
- Bernard César Augustin Barsi † (16 de mayo de 2000-21 de enero de 2020 retirado)
- Dominique-Marie David, Comm. l'Emm., desde el 21 de enero de 2020